# Acropora grandis
Acropora grandis là một loài san hô đá. Nó có nguồn gốc ở vùng nhiệt đới phía tây Ấn Độ-Thái Bình Dương và mở rộng từ Đông Phi đến bờ biển phía đông của Australia.

## Hình ảnh

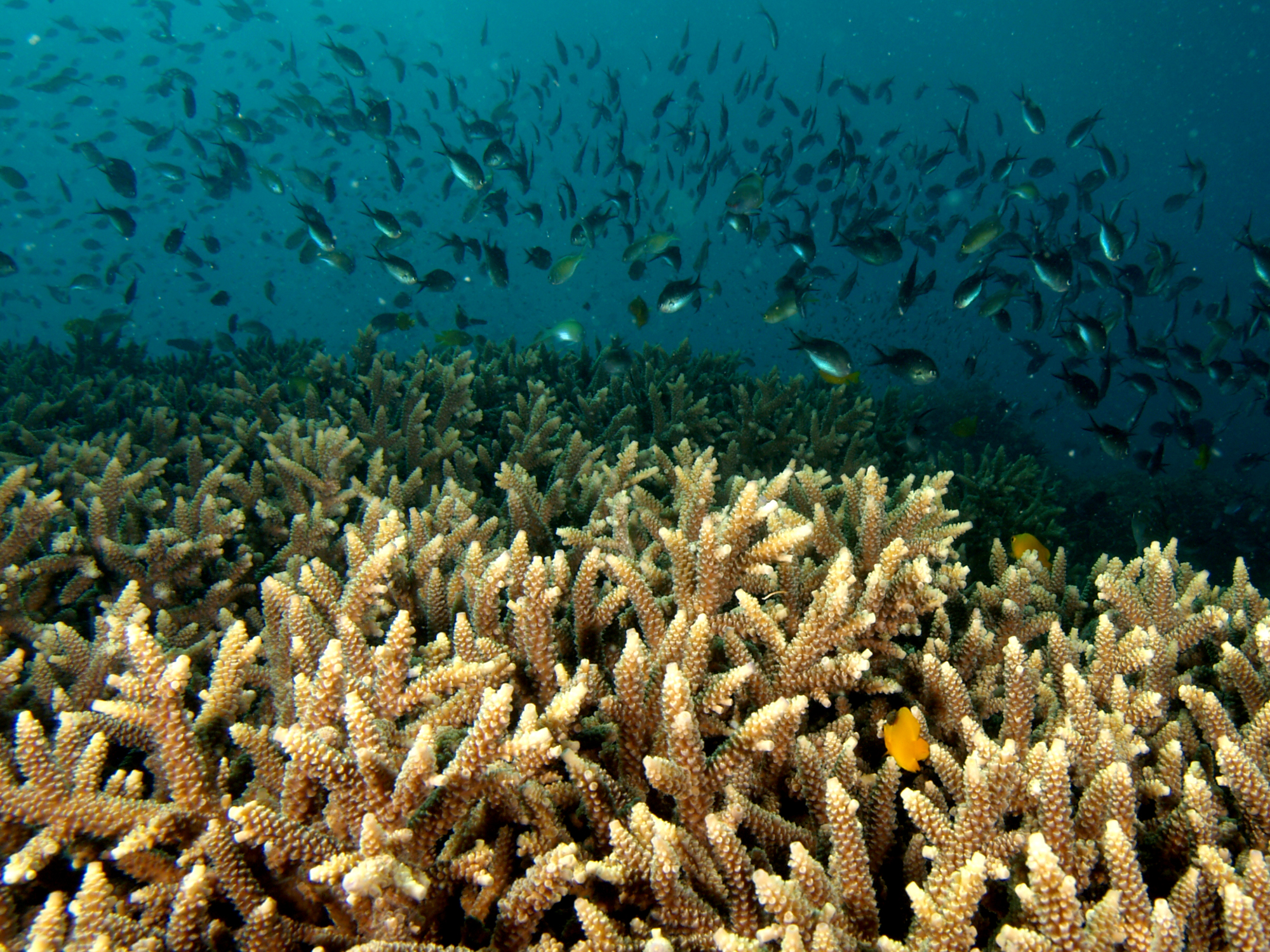